# Sân bay Kristianstad
Sân bay Kristianstad là một sân bay ở bên ngoài Kristianstad, Thụy Điển.

## Tuyến bay
| Hãng hàng không | Các điểm đến                    |
| --------------- | ------------------------------- |
| Skyways Express | Berlin-Tegel, Stockholm-Arlanda |